# Керли, Полин
Полин Керли (англ. Pauline Curley; 19 декабря 1903 — 11 декабря 2000) — американская исполнительница водевилей и актриса немого кино из Холиока, штат Массачусетс. Её карьера длилась в период с 1912 по 1929 годы.

## Ранние годы
Мать Полин, Роуз Керли, привела её в шоу-бизнес в возрасте 4 лет. Первоначально исполняла водевили. В 1910 году в возрасте 6 лет, Роуз привезла Полин в Нью-Йорк, чтобы та смогла начать карьеру в немом кино и в театре. Полин начала получать различные роли в кино и в театре, выступая в частности в таких постановках как «Хижина дяди Тома» и «Маленький лорд Фонтлерой» для Jack Packard Stock Company. В 1915 году в возрасте 15 лет она появилась в постановке «Полигамия» в Park Theatre в Нью-Йорке. Благодарая своей матери, Полина получала различные роли. При этом мать скрывала от дочери её истинный возраст, который та узнала только в 1998 году в возрасте 94 лет.

## Актёрская карьера
Карьера Полин началась с момента рождения в 1903 году и закончилась в 1929 году в возрасте 26 лет. После этого она ушла из киноиндустрии, но тем не менее сохранила с ней связь благодаря своему мужу-кинематографисту.

### Приход в кино
Первым фильмом Керли стала лента «Запущенные отношения» (1912). Там она сыграла одну из девочек, в то время как главные роли сыграли Лоуренс Флоренс и Оуэн Мур. Для съёмок в фильме 1914 года «Прямая дорога», Полин была одета в мальчиковую одежду, поскольку играла роль мальчика-беспризорника.
В 1915 году она сыграла инженю Клаудию Фроулер в фильме «Жизнь без души», являющимся адаптацией романа Мэри Шелли «Франкенштейн, или Современный Прометей».

### Личная жизнь
В 1922 году вышла замуж за кинематографиста Кеннета Пича и взяв его фамилию, оставалась с ним вплоть до его смерти в 1988 году. Они прожили вместе 66 лет. Имели троих детей; двух сыновей и одну дочь: Кеннет Пич-младший (29 июня 1930 — 22 марта 2006), Паулина Роуз (род. в 1935) и Мартин (род. в 1949). Полин умерла за несколько дней до своего 97 дня рождения. Её пережили трое детей, семь внуков, 13 правнуков и один прапраправнук.

### Переезд в Голливуд
В 1917 году мать Полин Керли, в поисках более прибыльной работы, привезла её в Голливуд. Тогда же ей досталась роль Княгини Ирины Романовой в фильме Герберта Бренона «Падение Романовых». Эта первая её работа в Голливуде, согласно Variety, принесла ей широкую известность.
В 1918 году она исполнила главные роли в пяти фильмах. В частности снималась вместе с Дугласом Фэрбенксом в роли главной роли в первом полнометражном фильме Кинга Видора, «Поворот на дороге».
Снялась вместе с Дугласом Фэрбенксом и Телли Маршаллом в фильме «Граница в Марокко» (1918). Данная картина повествует о приключениях молодого американца в Марокко. В 1920 году она вместе с Бринсли Шоу и Антонио Морено появилась в телесериале Vitagraph «Невидимая рука рынка». Режиссёром выступил Уильям Дж. Боумен. Это был первый фильм актрисы в жанре вестерн.
В 1926 году снялась вместе с Хелен Чедвик, Джеком Мунхаллом и Эммет Кинг в фильме «Голая правда».

## Избранная фильмография
- Жизнь  без души[англ.] (1915)
- Падение Романовых (1917)
- Её мальчик[англ.] (1918)
- Граница в Марокко[англ.] (1918)
- Поворот на дороге[англ.] (1919)
- Прячущийся человек[англ.] (1919)
- Принц седла[англ.] (1926)
- Мощь[англ.] (1928)